# Рајтвајн
Рајтвајн (њем. Reitwein) општина је у њемачкој савезној држави Бранденбург. Једно је од 45 општинских средишта округа Меркиш-Одерланд. Према процјени из 2010. у општини је живјело 489 становника. Посједује регионалну шифру (AGS) 12064420.

## Географски и демографски подаци
Рајтвајн се налази у савезној држави Бранденбург у округу Меркиш-Одерланд. Општина се налази на надморској висини од 13 метара. Површина општине износи 23,8 km². У самом мјесту је, према процјени из 2010. године, живјело 489 становника. Просјечна густина становништва износи 21 становника/km².